# Noah and the Whale
Noah and the Whale é uma banda de indie folk inglesa, no Reino Unido, formada em 2006. A banda em si é natural de Twickenham, no distrito de Londres.
O nome da banda advém de um filme de Noah Baumbach, The Squid and the Whale. A banda adotaria o primeiro nome do realizador para substituir a palavra "squid".

## História
A banda, actualmente composta por Charlie Fink, Doug Fink, Tom Hobden e Matt Owens lançou o seu primeiro álbum em 2008, intitulado Peaceful, the World Lays Me Down, quando ainda integrava Laura Marling. O álbum foi bem recebido pela crítica; contudo, a banda ainda é desconhecida do público.
Laura Marling, outrora companheira do compositor Charlie Fink, separou-se da banda quando o seu álbum a solo, Alas, I Cannot Swim (produzido por Fink), começou a chamar a atenção da crítica, sendo até nomeado para um Mercury Prize. Mas Marling separou-se não s+o da banda, como também do próprio Fink. O impacto resultante deu origem ao segundo álbum da banda, The First Days of Spring.
Este novo álbum, lançado em 2009, foi inspirado nos estágios de uma separação amorosa. A capacidade com que Fink traduziu esses sentimentos para música tem chamado à atenção da crítica, apesar de não ter granjeado quaisquer nomeações para prémios. Contudo, Fink tem sido interrogado sobre o álbum, inclusive por imprensa exterior ao Reino Unido, o que demonstra uma maior curiosidade sobre a banda.
Em Abril de 2015, a banda anunciou que encerariam suas atividades.

## Discografia

### Álbuns de estúdio
- Peaceful, the World Lays Me Down (2008)
- The First Days of Spring (2009)
- Last Night on Earth (2011)
- Heart Of Nowhere (2013)

### Singles
- "5 Years Time"
- "2 Bodies 1 Heart"
- "Shape Of My Heart"
- "L.I.F.E.G.O.E.S.O.N."

## References
1. ↑  «A Minha Dor de Corno é Melhor Que a Tua». ipsilon.publico.pt. Consultado em 16 de agosto de 2010